# 기리시마산

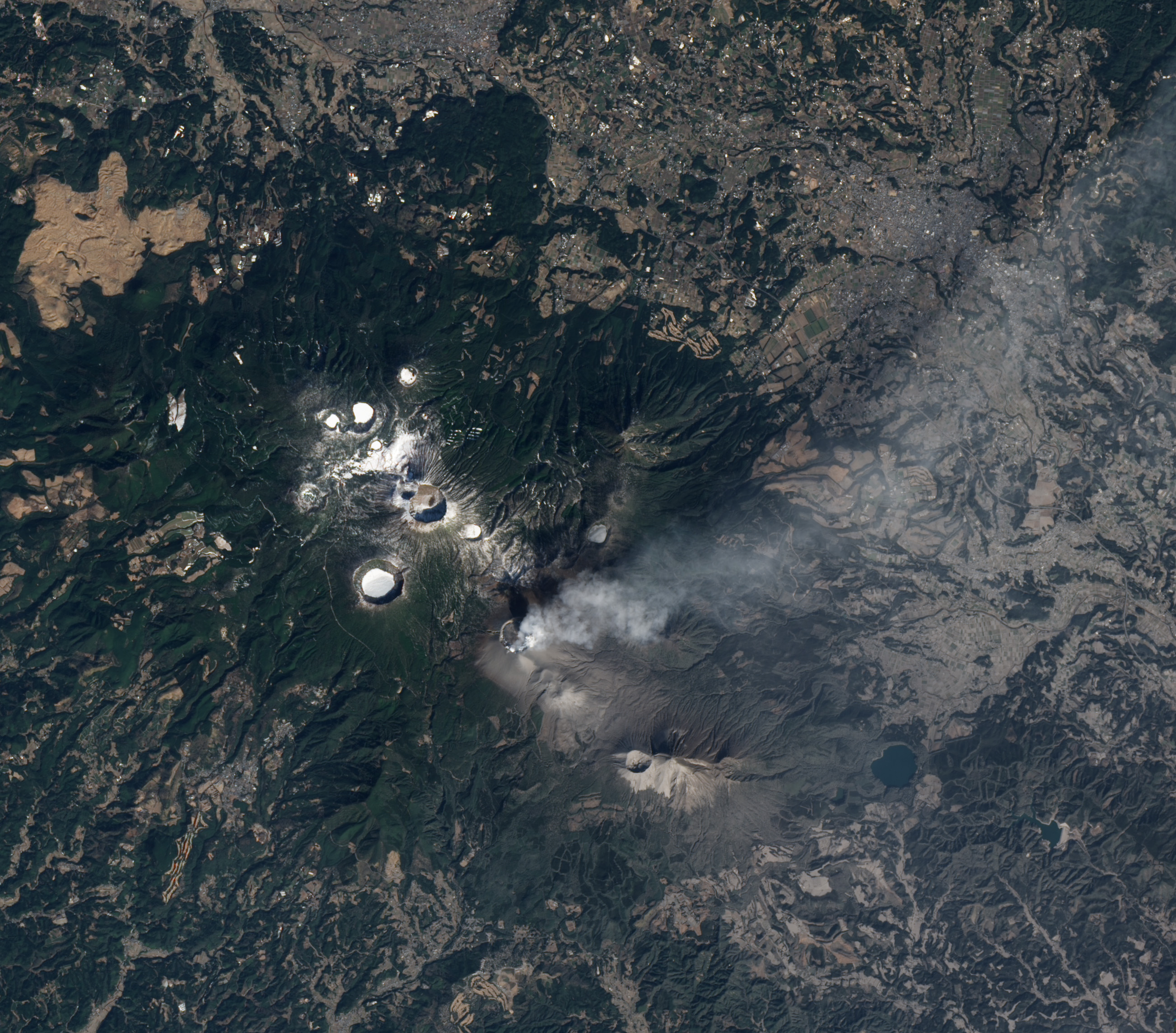
기리시마산 일대 전경.

기리시마산(일본어: 霧島山)은 일본 규슈에 있는 산으로, 성층 화산이며, 활화산이다. 2011년 3월, 이 화산의 봉우리중 하나인 신모에봉(신모에다케)에서 분화가 일어나 화산재와 화산가스를 4000 m 높이까지 분출했다. 신모에봉 외에 다른 활화산 봉우리도 주변에 있다. 이 화산의 분화는 천리안 위성에서도 관측될 만큼 강력하였다. 국립공원, 일본백명산으로 지정된 산이다.

## 같이 보기
- 가라쿠니다케
- 에비노고원